# Parque nacional José del Carmen Ramírez
El Parque Nacional José del Carmen Ramírez es una reserva natural en San Juan de la Maguana, República Dominicana. Este parque nacional posee en su interior la mayor cantidad de recursos hidrológicos, mediante la Ley 5066, se crea el 24 de diciembre de 1958, lo que lo convierte en uno de los parques nacionales más antiguos del país.
Está situado en el sur de la cordillera Central, aquí se localiza el punto más alto de las Antillas, el Pico Duarte (3.083 m s. n. m.), aunque también se apunta a este dato el parque nacional José Armando Bermúdez, desde aquí nacen Yaque del Sur y todos sus afluentes que producen la irrigación del Valle de San Juan y proveen de energía eléctrica a las comunidades vecinas. 
Lleva el nombre del General Dominicano, Lic. Josè del Carmen Ramìrez, oriundo de la provincia San Juan, uno de los primeros agrimensores en República Dominicana graduado en el Instituto Profesional. El mismo fue senador de la república hasta su fallecimiento en 1956.

## Clima
Debido a su gran altitud, este parque nacional presenta un clima de montaña que varía desde el clima templado oceánico hasta el semifrío húmedo en la zona del Macizo Central.
Las temperaturas son generalmente frescas dentro de este parque, oscilando las medias entre 12 y 18 grados celsius. Durante el invierno las noches suelen ser muy frías, se producen heladas de intensidad leve durante el invierno y la primavera. Las heladas suelen ser muy frecuentes y de carácter moderado en la zona del Macizo de la Pelona, donde ocasionalmente nieva y sus picos se cubren con un manto níveo.
 Las temperaturas mínimas usualmente fluctúan entre los 0 y los 10 °C, aunque pueden alcanzarse temperaturas gélidas de entre -3 y -8 grados durante los frentes estacionarios. Estas frías temperaturas fomentan ampliamente las actividades de campismo.

### Pluviometría
Se mantiene en un nivel de 2.500 mm de promedio anual.

## Recursos naturales
Flora. Está estructurada por bosques de coníferas, sobre todo de pinos criollos. Pero también hay sabinas, caracolí, cigua blanca, cedro, guárana, palo de viento, manacla y en las partes más altas hay tamarindo salvaje y yaya fina.
Fauna. Al igual que la flora presenta el mismo tipo de fauna del parque nacional J. Armando Bermúdez.
Avifauna Dentro de la avifauna encontramos:
- La cotorra (Myiopsitta monachus)
- El canario (Cuculus canorus)
- El guaraguao (Buteo platypterus brunnescens)
- La perdiz (Alectoris rufa)
- El cuervo (Sarcoramphus papa)
- El vencejo (Apus apus)
- El pájaro carpintero (Campephilus principalis)
- El ruiseñor (Thryothorus superciliaris)
- La tórtola (Columbina talpacoti)

Mastofauna. Dentro de la mastofauna encontramos:
- La jutía
- El puerco cimarrón.

## Altitud y relieve
Posee el punto más alto de las antillas, el Pico Duarte con una elevación superior a los 3,000 m s. n. m., comparte con el parque nacional José Armando Bermúdez otras elevaciones como son el Pico Yaque, La Rusilla, La Pelona, a la que se le confiere igual altitud que al Pico Duarte.
Ruta de Acceso: En San Juan de la Maguana se toma la carretera a Sabaneta en dirección norte, después de 20 km de carretera asfaltada se llega a la presa de Sabaneta donde comienza el camino. Se puede estacionar el vehículo en el vivero forestal 300 m antes de la presa.Subida principal desde el sur al Pico Duarte

## Geología
Se estima que el período de formación geológica al que pertenece este Parque es el Cretáceo, es decir, aproximadamente 60 millones de años. 

## Ecosistema
Valoración. La importancia de este Parque es vital, ya que posee la mayor cantidad de recursos hidrológicos registrados en un área protegida.
Además las especies animales son de una gran importancia biológica en el ámbito de la zoogeografía ya que están ubicadas en una región de alta montaña. 
Las personas que disfrutan de la actividad ecoturística pueden encontrar en este Parque una gran biodiversidad. También presenta el atractivo de que justamente en la división de este parque y el parque nacional José Armando Bermúdez se encuentra el pico más alto del Caribe